# Morinda platyphylla
Morinda platyphylla är en måreväxtart som beskrevs av Elmer Drew Merrill. Morinda platyphylla ingår i släktet Morinda och familjen måreväxter. Inga underarter finns listade i Catalogue of Life.